# أزاروف
أزاروف (بالروسية: Азаров)؛ مذكر) أو أزاروفا (بالروسية: Азарова)؛ مؤنث) هو لقب روسي.

## أشخاص حاملون لهذا الاسم
- ميكولا أزاروف
- سيرغي أزاروف
- فاسيلي أزاروف
- فلاديمير أزاروف